# لابیرنت ۲
لابیرنت ۲ (انگلیسی: Labyrinth 2) یک بازی ویدئویی تک‌نفره و چندنفره برای سکو‌های آی‌اواس و اندروید است که توسط ایلوژن لبز توسعه و نشر پیدا کرده است.